# Marianna Saltini
Marianna Saltini, anche nota come Mamma Nina (Fossoli di Carpi, 28 agosto 1889 – Carpi, 3 dicembre 1957), è stata una religiosa italiana di fede cattolica.

## Biografia
Marianna Saltini nasce a Fossoli di Carpi (Modena), nel 1889, terza figlia di Cesare e Filomena Righi. Sorella di Don Zeno Saltini, fondatore di Nomadelfia, a 21 anni Marianna sposa il sarto Arturo Testi, da cui avrà sei figli Sergio, Vincenzo (divenuto poi sacerdote, che le ha consegnato l'abito religioso), Enzo, Maria, Francesco, Gioacchino. Rimane, però, vedova a 39 anni e a quel punto si pone immediatamente il problema di crescere i sei figli avuti dal marito e la donna decide di affidare i più piccoli ai parenti e di mandare i più grandi in collegio. A questo punto decide però di diventare la mamma di tanti bambini poverissimi e soprattutto di bambine che altrimenti sarebbero state ineluttabilmente destinate alla strada. Gira per le case più povere e sotto i portici delle città vicine per recuperare le piccole mendicanti e avvicina le prostitute per convincerle ad affidarle le loro figlie.
Si tratta del "paradosso" di Mamma Nina, la "matta che aveva abbandonato i figli suoi per quelli degli altri". Nel marzo del 1936 il vescovo Carlo De Ferrari approva con statuto provvisorio la sua opera delle "Figlie di San Francesco" come congregazione di diritto diocesano e il Comune di Carpi le concede in uso il Palazzo Benassi.
Fino al giorno della sua morte Mamma Nina ha cresciuto oltre mille figlie, che ha salvato dalla strada e fatto studiare o avviato ad un mestiere. Molte di loro si sono sposate accompagnate all'altare da questa mamma che il mondo aveva giudicato matta.
Ancora oggi a Carpi in via Matteotti 71 nella Casa della Divina Provvidenza continua l'opera iniziata da Marianna Saltini.
La chiesa cattolica la riconosce come Venerabile. La fase diocesana del processo di beatificazione è iniziato nel 1985 e si è conclusa il 4 dicembre 1988 ad opera di Mons. Alessandro Maggiolini, Vescovo di Carpi, con la dichiarazione di Mamma Nina come Serva di Dio. Il 23 aprile 2002, alla presenza del Santo Padre Giovanni Paolo II, sono state riconosciute le virtù eroiche. 
A lei è dedicata una scuola elementare di Carpi e delle strade nei comuni di Carpi, Mirandola e Modena (località Ganaceto).